# Fjiri
Le fjiri désigne une pratique musicale de Bahreïn. Les hommes participant à la pêche à la perle commencèrent à la réaliser à la fin du XIXe siècle. En 2021, l'UNESCO l'ajoute à la liste représentative du patrimoine culturel immatériel de l'humanité. 

## Histoire
Le fjiri célèbre la pêche à la perle au Bahreïn. Ce sont les pêcheurs de perles et les équipages qui, à la fin du XIXe siècle, réalisent cette représentation musicale. Avant la découverte du pétrole en 1932 et encore jusqu'aux années 1950, ce type de pêche est pratiqué par une majorité de la population, c'est une activité dangereuse et le fjiri sert d'exutoire. Les festivals ayant lieu de nos jours dans toutes les régions permettent à une population plus vaste de participer. Talal Mattar, marchand de perles et spécialiste du fjiri explique que la pêche à la perle durait trois à quatre mois,.

## Pratique
La pratique du fjiri est réservée aux hommes, les femmes pouvant être spectatrices. Les espaces culturels où les spectacles sont organisés sont appelés durs (le fjiri a lieu sur la terre ferme, hors saison des pêches). Les descendants de pêcheurs expriment les difficultés rencontrées en mer. Assis en cercle, ils chantent et jouent de différents tambours, carillons, et d'un pot en argile en guise d'instrument de musique, nommé jahl. Au centre du cercle sont placés les danseurs et le chanteur principal. La musique se structure en cinq mouvement, ayant chacun leur rythme, leur visée et leur particularité,.

## Reconnaissance
En 2021, le fjiri est ajouté à la liste représentative du patrimoine culturel immatériel de l'humanité. L'UNESCO indique dans la description que ces chants expriment les relations entre les habitants de Bahreïn et la mer, et que le fjiri transmet persévérance, force et inventivité. Talal Mattar se dit fier de cet ajout. 